# Michael Tydén
Carl Michael Tydén, född den 2 juli 1952, är ansvarig för och var med och grundade Östersjöfestivalen år 2003 tillsammans med dirigenten och kompositören Esa-Pekka Salonen samt dirigenten och tillika chefen för Mariinskijteatern i St Petersburg, Valerij Gergijev. Tydén var konserthuschef för Berwaldhallen från 1998 till 1 januari 2014, då han på egen begäran avgick från sin position på grund av hälsoskäl. Han efterträddes då av Helena Wessman.
Michael Tydén var ansvarig för Östersjöfestivalen 2003–2018. År 2012 tilldelades han WWF:s Baltic Sea Leadership Award tillsammans med dirigenterna Esa Pekka Salonen och Valery Gergiev för bildandet av Östersjöfestivalen. Utmärkelsen utdelades efter 10 genomförda Östersjöfestivaler. År 2018 tilldelades Tydén som förste levande svensk Baltic Star Award. Ett pris som utdelats sedan 2004 och är grundat av Ministry of Culture of the Russian Federation, Culture Kommitté of St Petersburg, Theatre workers Union of the Russian Federation, World Club of St Petersburg Resident, National Glory Center. Priset utdelas för utveckling av humanitära relationer i Östersjön.

## Utmärkelser
- H.M. Konungens medalj i guld av 12:e storleken i högblått band (2012) för betydelsefulla insatser för den svenska scenkonstens utveckling.[3]
- WWF:s Baltic Sea Leadership Award 2012 tillsammans med dirigenterna Esa Pekka Salonen och Valery Gergiev för skapande av Östersjöfestivalen med Musik Ledarskap och Miljö i Fokus.[4]
- Baltic Star Award 2018 för utveckling av humanitära relationer i Östersjön.